# خط طول 10° شرق

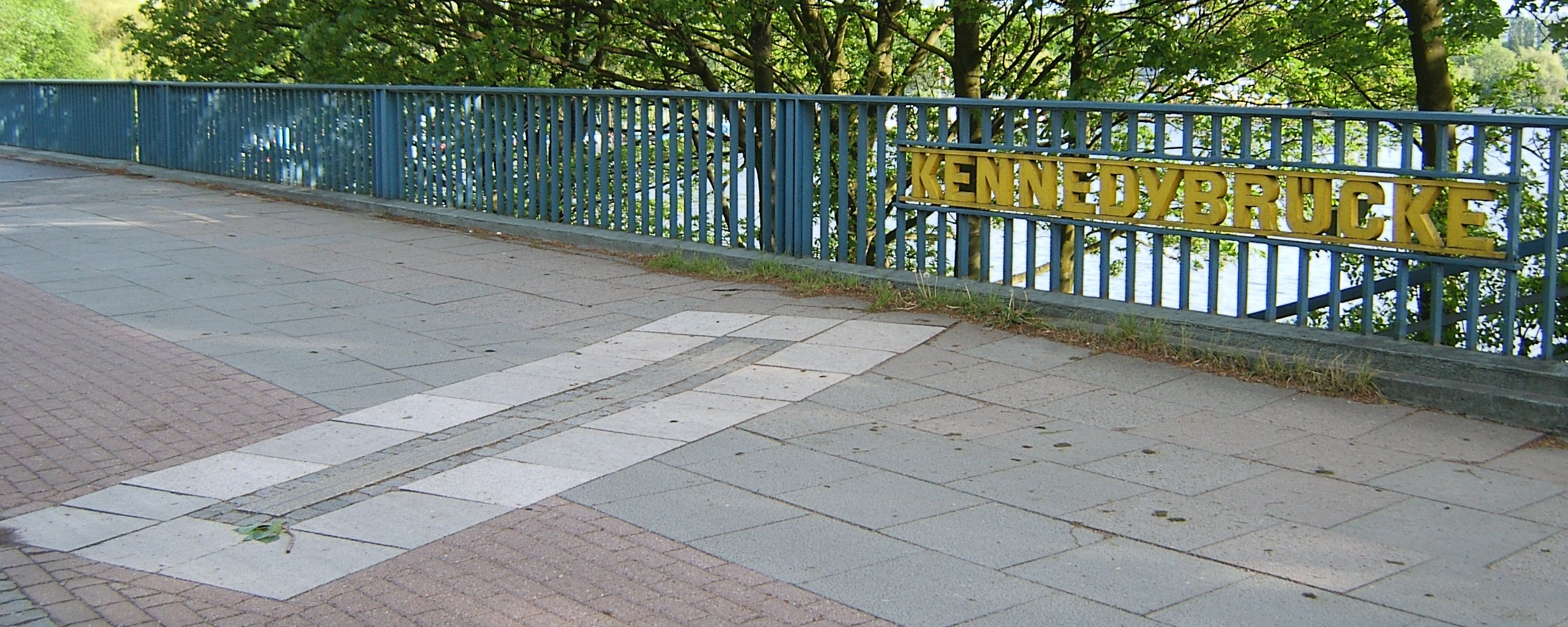
خط الطول العاشر على جسر كينيدي في هامبورغ-سانت بول.

خط طول 10° شرق هو أحد خطوط الطول الجغرافية، والتي تمتد من القطب الشمالي الجغرافي إلى القطب الجنوبي الجغرافي، وحسب التحويل الزمني يتقدم خط طول 10° شرق عن خط غرينتش بـ40 دقيقة.

## من القطب إلى القطب
ينطلق خط طول 10° شرق من القطب الشمالي نحو القطب الجنوبي مرورا بالمناطق التي ترد في الجدول التالي:
| الإحداثيات                         | البلد أو الإقليم أو البحر | ملاحظات |
| ---------------------------------- | ------------------------- | --- |
| 90°0′N 10°0′E / 90.000°N 10.000°E  | المحيط المتجمد الشمالي    | |
| 81°5′N 10°0′E / 81.083°N 10.000°E  | المحيط الأطلسي            | |
| 64°5′N 10°0′E / 64.083°N 10.000°E  | النرويج                   | Entering في Stokkøya in سور تروندلاغ. Exiting 3 km southwest of Stavern in فستفولد.                                       |
| 58°58′N 10°0′E / 58.967°N 10.000°E | سكاغيراك                  | |
| 57°35′N 10°0′E / 57.583°N 10.000°E | الدنمارك                  | Vendsyssel-Thy island, يوتلاند peninsula و the جزر فين (الدنمارك) وAls                                                    |
| 54°43′N 10°0′E / 54.717°N 10.000°E | ألمانيا                   | مرورا عبر city centre / old city of هامبورغ                                                                               |
| 47°29′N 10°0′E / 47.483°N 10.000°E | النمسا                    | |
| 46°54′N 10°0′E / 46.900°N 10.000°E | سويسرا                    | |
| 46°17′N 10°0′E / 46.283°N 10.000°E | إيطاليا                   | |
| 44°3′N 10°0′E / 44.050°N 10.000°E  | البحر الأبيض المتوسط      | مرورا بشرق the جزيرة Capraia, إيطاليا · مرورا بغرب the جزر إلبا وبيانوسا, إيطاليا · مرورا بشرق the جزيرة سردينيا, إيطاليا |
| 37°15′N 10°0′E / 37.250°N 10.000°E | تونس                      | |
| 30°28′N 10°0′E / 30.467°N 10.000°E | ليبيا                     | |
| 25°23′N 10°0′E / 25.383°N 10.000°E | الجزائر                   | |
| 22°22′N 10°0′E / 22.367°N 10.000°E | النيجر                    | |
| 13°10′N 10°0′E / 13.167°N 10.000°E | نيجيريا                   | |
| 6°54′N 10°0′E / 6.900°N 10.000°E   | الكاميرون                 | |
| 2°10′N 10°0′E / 2.167°N 10.000°E   | غينيا الاستوائية          | |
| 1°0′N 10°0′E / 1.000°N 10.000°E    | الغابون                   | |
| 2°47′S 10°0′E / 2.783°S 10.000°E   | المحيط الأطلسي            | |
| 60°0′S 10°0′E / 60.000°S 10.000°E  | المحيط الجنوبي            | |
| 69°53′S 10°0′E / 69.883°S 10.000°E | القارة القطبية الجنوبية   | أرض الملكة مود، المطالب الإقليمية بالقارة القطبية الجنوبية by النرويج                                                     |